# Pont de Damery
Le pont de Damery est un pont situé à Damery enjambant la Marne et qui permet de relier Damery à La Chaussée de Damery.
Le pont actuel, construit en 1954, mesure 75 m de longueur et 8 m de largeur.

## Situation et accès
Depuis la rive droite, le pont est un prolongement de la rue Alfred Révolte et se situe au croisement du Quai de Verdun et de la rue du Coche. Depuis l'autre rive, le pont est rejoint par la D22.
Sur la rive gauche de la Marne et à droite de la sortie du pont se situe le restaurant du Bateau-Lavoir.

## Caractéristiques
Long de 75 m, son unique travée permet de ne pas gêner la circulation fluviale.
- Type de pont : Pont en treillis
- Construction du pont actuel : 1954
- Matériaux : Acier et béton armé
- Longueur totale : 75 m
- Largeur totale : 8 m

## Historique
On sait l'existence d'un pont à Damery depuis l'époque Gallo-Romaine après la découverte de monnaies dans les fondations enfouies au fond de la Marne.
Au XIIIe siècle, on suppose l'existence d'un pont en raison d'un document datant de 1237 qui parle de l'achat d'une maison rue du pont.
Le pont fut démoli au XVIe siècle, pendant les guerres de la Réforme protestante.
Au XVIIIe siècle, le pont est reconstruit en pierre meulière avec 7 arches voutées. En 1763 des réparations sont effectuées et 2 arches sont reconstruites. En 1784, les crues de la Marne fait s'écrouler 4 arches. Une cinquième est endommagée, seule les deux neuves restent debout.
De 1783 à 1789, en l'absence de pont, un service de bac est mis en place. Une barque pour les piétons ainsi qu'un radeau pour les véhicules et leurs attelages assurent la traversée. Un droit de péage est imposé au profit de la commune. En 1789, un pont provisoire en bois est construit par les habitants sur les restes des piles de l'ancien pont. Le péage reste en place jusqu'en 1852.
En 1838, le pont est démonté et remplacé par un tablier en bois soutenu par 4 piles en maçonnerie. Ce pont est rénové en 1866. De 1883 à 1885, d'importants travaux sont effectués. La pile de la rive droite est supprimée et un tablier métallique est posé. Ce pont fut détruit par les allemands, le 11 septembre 1914.

Lors de la révolte champenoise en 1911, plus de 2 000 bouteilles sont jetées du pont en signe de protestation envers les négociants de Champagne qui, en raison de mauvaises récoltes, avaient décidé de s'approvisionner en dehors de l'appellation Champagne.

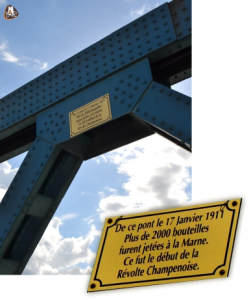
Plaque commémorative des évènements de la révolte champenoise situé sur le pont de Damery

Le pont est reconstruit en 1930. Il est composé de 3 travées métalliques reposant sur 3 piles avec un tablier en tôle cintrées garnies de béton. Ce pont est une nouvelle fois détruit, le 11 juin 1940, par le Génie Français, pour entraver l'avancée des allemands arrivés à Fleury-la-Rivière. Un service de bac est mis en place pour assurer le passage de la Marne.
En 1951, un projet de pont renait. Le pont est construit en 1954 avec une seule travée.
Le pont est rénové une première fois en 1993. Puis de mars à juillet 2021, des travaux sont réalisés sur l'entièreté du pont. Les appareils d'appui ainsi que les entretoises sont rénovés, le pont est rehaussé de 1 m, le sablage et la peinture complète de l'ouvrage sont effectués et la superstructure ainsi que les rivets sont remis en état. La chaussée, les trottoirs et les garde corps sont refait et des lumières sont installés sur le pont. Les travaux permettront au pont de tenir 70 ans de plus et le coût total, qui a été financé par le conseil départemental, s'élèvent à 1.1 million d'euros.

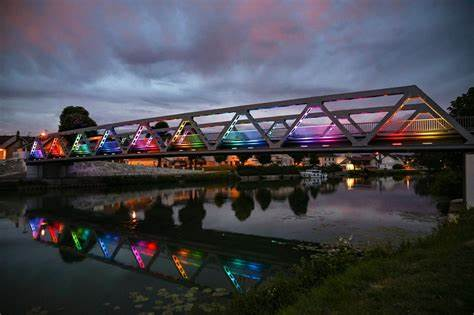
Lumières sur le pont de Damery